# Bandar Selamat (Aek Kuo)
Bandar Selamat is een bestuurslaag in het regentschap Labuhan Batu Utara van de provincie Noord-Sumatra, Indonesië. Bandar Selamat telt 5757 inwoners (volkstelling 2010).